# 栗园镇
栗园镇，是中华人民共和国河北省唐山市开平区下辖的一个乡镇级行政单位。

## 行政区划
栗园镇下辖以下地区：
大代庄村、刘官屯村、茅草营村、荆各庄村、曹庄村、沈庄村、大佛头村、小佛头村、于庄村、刘庄村、大六甲村、小六甲村、栗园村、郑庄村、马各庄村、郝庄村、奔各庄村、尤各庄村和双庙村。